# Hesionides gohari
Hesionides gohari är en ringmaskart som beskrevs av Hartmann-Schröder 1960. Hesionides gohari ingår i släktet Hesionides och familjen Hesionidae. Arten har ej påträffats i Sverige. Inga underarter finns listade i Catalogue of Life.